# Senjutsu
《Senjutsu》(일본어: 戦術 센쥬츠[*], 한국어: 전술)는 2021년 9월 3일에 발매된 영국의 헤비 메탈 밴드 아이언 메이든의 열일곱 번째 스튜디오 음반이다.
《Senjutsu》는 《The Book of Souls》 (2015년)에 이어 거의 6년 만에 나온 이 밴드의 첫 정규 음반으로, 두 아이언 메이든 스튜디오 음반 사이에 가장 긴 격차를 기록했다. 이것은 또한 그들의 두 번째 더블 음반이며, 기타리스트 데이브 머레이의 작사, 작곡 기여가 전혀 없는 《Powerslave》 (1984년) 이후 그들의 첫 번째 스튜디오 음반이며, 또한 베이시스트 스티브 해리스가 단독으로 작곡한 여러 곡을 수록한 《Virtual XI》 (1998년) 이후 처음이다.
음반의 이름은 커버 아트의 오른쪽에는 "전술(戦術)"이라는 실제 수직 일본어 철자에 의해 표현되고 왼쪽에는 일본어를 연상시키는 글꼴로 표현된다.

## 커버 아트
《Senjutsu》는 스튜디오 음반 커버에 밴드의 오리지널 로고타입(확장 문자 R, M, N)을 사용한 것으로, 이전 음반인 《The X Factor》 (1995년) 이후 두 번째이다. 마크 윌킨슨의 음반 커버에는 사무라이 복장을 하고 칼을 들고 있는 에디의 모습이 담겨 있다.

## 반응
| 전문가 평가     | 전문가 평가 |
| 총 점수         | 총 점수     |
| 출처            | 점수        |
| --------------- | ----------- |
| 메타크리틱      | 86/100      |
| 평가 점수       |             |
| 출처            | 점수        |
| AllMusic        | [ 4 ]       |
| Classic Rock    | [ 5 ]       |
| The Guardian    | [ 6 ]       |
| The Independent | [ 7 ]       |
| Kerrang!        | 4/5         |
| Metal Hammer    | [ 9 ]       |
| Pitchfork       | 7.4/10      |
| PopMatters      | 8/10        |
| Rolling Stone   | [ 12 ]      |
| Wall of Sound   | 9/10        |

전문 출판물의 리뷰에 100점 만점의 평점을 부여하는 메타크리틱에서 이 음반은 14개의 리뷰를 바탕으로 평균 86점을 받아 "보편적인 찬사"를 받고 있다. 《월 오브 사운드》는 이 음반을 "《The Book of Souls》보다 더 균형 잡힌 젊은이들에게 흥미로운 작곡을 통한 성공적이고 의기양양한 귀환"이라고 부르며 9/10의 점수를 매겼다.

## 곡 목록
| #  | 제목                        | 작사·작곡                      | 재생 시간 |
| -- | --------------------------- | ------------------------------ | --------- |
| 1. | 〈Senjutsu〉                | 아드리안 스미스, 스티브 해리스 | 8:2       |
| 2. | 〈Stratego〉                | 야닉 거스, 해리스              | 4:59      |
| 3. | 〈The Writing on the Wall〉 | 스미스, 브루스 디킨슨          | 6:13      |
| 4. | 〈Lost in a Lost World〉    | 해리스                         | 9:31      |
| 5. | 〈Days of Future Past〉     | 스미스, 디킨슨                 | 4:03      |
| 6. | 〈The Time Machine〉        | 거스, 해리스                   | 7:09      |

| #  | 제목                   | 작사·작곡      | 재생 시간 |
| -- | ---------------------- | -------------- | --------- |
| 1. | 〈Darkest Hour〉       | 스미스, 디킨슨 | 7:20      |
| 2. | 〈Death of the Celts〉 | 해리스         | 10:20     |
| 3. | 〈The Parchment〉      | 해리스         | 12:39     |
| 4. | 〈Hell on Earth〉      | 해리스         | 11:19     |

## 인증
| 국가                               | 인증    | 판매량/출하량 |
| ---------------------------------- | ------- | ------------- |
| 브라질 (Pro-Música Brasil)         | 골드    | 20,000        |
| 크로아티아 (HDU)                   | 3× 골드 | 9,000         |
| 프랑스 (SNEP)                      | 골드    | 50,000        |
| 독일 (BVMI)                        | 골드    | 100,000       |
| 헝가리 (MAHASZ)                    | 골드    | 2,000         |
| 이탈리아 (FIMI)                    | 골드    | 25,000        |
| 폴란드 (ZPAV)                      | 골드    | 10,000        |
| 스페인 (PROMUSICAE)                | 골드    | 20,000        |
| 스웨덴 (GLF)                       | 골드    | 15,000        |
| 영국 (BPI)                         | 1× 골드 | 100,000       |
| 판매량+스트리밍을 기반으로 한 인증 |         |               |